# Bruce Babbitt
Bruce Edward Babbitt (Flagstaff, 27 giugno 1938) è un politico e avvocato statunitense, Segretario degli Interni sotto la presidenza di Bill Clinton e in precedenza governatore dell'Arizona dal 1978 al 1987.

## Biografia
Nato a Flagstaff, Babbitt si laureò in legge ad Harvard e intraprese la professione di avvocato.
Nel 1975 venne eletto attorney general dell'Arizona e rimase in carica per tre anni. Nel 1978 infatti Babbitt divenne governatore dello stato per una serie di circostanze impreviste: il governatore in carica Wesley Bolin morì improvvisamente e dunque fu necessario trovare un sostituto; la prima persona nella linea di successione era il Segretario di Stato Rose Mofford, ma la donna non poteva avanzare alla carica poiché a sua volta era stata nominata Segretario di Stato e non eletta direttamente dai cittadini; Babbitt, che era secondo nella linea di successione, si trovò così ad essere nominato governatore.
Qualche mese dopo Babbitt venne confermato governatore per mezzo del voto degli elettori, poi ottenne un altro mandato nel 1982. Nel 1986 rifiutò di concorrere per un seggio al Senato, preferendo invece candidarsi alle presidenziali del 1988; la campagna elettorale tuttavia fu infruttuosa e Babbitt abbandonò la corsa prima della fine delle primarie democratiche.
Nel 1992, dopo l'elezione di Bill Clinton, Babbitt venne nominato Segretario degli Interni, carica che mantenne fino al termine dell'amministrazione nel 2001.
Sposato con l'avvocatessa Hattie Coons, anche lei collaboratrice di Clinton, Babbitt ha avuto dal matrimonio due figli.